# フィリップ・レスラー
フィリップ・レスラー（Philipp Rösler、1973年2月24日 - ）は、ドイツの政治家、医師、陸軍軍人。所属政党は自由民主党（FDP）で、2011年5月13日から2013年12月まで党首を務めた。
第2次メルケル内閣では2009年10月より保健大臣を務め、2011年5月より副首相兼経済技術大臣に横滑りした。その他ニーダーザクセン州経済・労働・交通相兼副首相を務めた（2009年）。

## 経歴
ベトナムの南部メコンデルタ地方のカンフン市バシエン省（現ソクチャン省）に生まれる。戦争孤児。実の両親はベトナム戦争で戦死したため、出生名は分かっていない。カトリック系の孤児院にいた生後9カ月の時、養子縁組のために西ドイツ（当時）に渡り、2人の娘を持つドイツ人のレスラー夫妻の養子となった。しかし、4歳の時にレスラー夫妻が離婚したため、ドイツ連邦軍のパイロットである養父の側に引き取られ、その後は兵舎でドイツ軍兵士に囲まれながら成長した。食事はいつも将校クラブでとっていた。ハンブルク、ビュッケブルク、ハノーファーで育った。1992年にアビトゥーア合格した。幼い頃からの古巣であったドイツ連邦軍に軍医見習いとして入営し、ハノーファー医科大学で医学を学ぶ。1999年からハンブルクの連邦軍病院で医師研修を行う。2002年、医学博士号を取得。２００３年に軍医大尉として軍を退役した。ドイツ人の女性外科医と結婚し、双子の娘がいる。信仰している宗派はカトリックである。
1992年、19歳の時に「自立と自由の解釈に共感した」ことを理由として自由民主党（FDP）に入党する。2000年から2004年まで、ニーダーザクセン州のFDP事務局長を務める。2001年、ハノーファー郡議会議員に当選し（2006年まで）、議会党議員団副団長を務める。2003年、30歳の時にニーダーザクセン州議会議員に当選し、軍医を辞職する。以後、州議会党議員団長を務める（2009年まで）。2005年の党大会でFDP連邦執行部委員に選出される。2006年3月にはニーダーザクセン州の党代表に選出された。2008年の州議会選挙では党の州首相候補に選出された。
2009年2月18日、ニーダーザクセン州のクリスティアン・ヴルフ州首相の内閣に経済・労働・交通大臣および州副首相として入閣。2009年10月、ドイツ連邦議会選挙の結果成立したドイツキリスト教民主同盟（CDU）とFDPの連立である第二次アンゲラ・メルケル内閣に、保健相として入閣した。メルケル内閣の閣僚では最年少であり 、またドイツ史上初めて移民系出身の大臣となった。
2011年5月12日、保健相から副首相兼経済技術相に就任し、翌5月13日、党内選挙で約95％の得票を得て、自由民主党（FDP）の新しい党首に選出された。アジア系の異色の政治家としてドイツ国内で注目が集まっている。本人は好奇交じりの注目に対し、「アジア的なのは外見のみで内面はドイツ人である。しかし自分がここまで昇進できたのもドイツが開かれた国だからである。故国ベトナムに行ったのは一回だけで、妻に説得されたからである」と述べている。
党首に就任後、内紛などによって党勢は低迷、2013年9月22日に行われた連邦議会選挙では反ユーロを掲げる新興政党「ドイツのための選択肢」（AfD）に支持を奪われ、FDPは結党以来、初めて連邦議会の議席を失う結果となった。これを受けて、レスラーは選挙翌日の23日に党首辞任を表明した。同年12月の臨時党大会でクリスティアン・リントナーが後継党首に選出された。
2014年2月から、世界経済フォーラム経営委員に就任。